# Paracheilinus flavianalis
Paracheilinus flavianalis es una especie de peces de la familia Labridae en el orden de los Perciformes.

## Distribución geográfica
Se encuentran en Indonesia y al noroeste de Australia.